# Artur Grimmer
Artur Grimmer (* 5. April 1906 in Niederpöbel bei Schmiedeberg; † 24. Dezember 1982 in Berlin) war ein deutscher antifaschistischer Widerstandskämpfer und Grafiker und Karikaturist.

## Leben und Werk
Grimmer hatte eine Ausbildung als Gebrauchsgrafiker. Das Berliner Adressbuch wies ihn mit der Adresse Oleanderstraße 6 ab 1931 als Pressezeichner und zuletzt 1934 als Kunstmaler aus. Danach hatte er seinen Wohnsitz in Schmiedeberg und ein Untermietverhältnis in Berlin. Grimmer war Mitglied des Deutschnationaler Handlungsgehilfenverbands DHV-Die Berufsgewerkschaft und der KPD. Nach der Machtergreifung der Nationalsozialisten unterstützte er mit seiner Frau von den Nazis aus rassischen Gründen Verfolgte regelmäßig mit Geld und Lebensmitteln. Während des Zweiten Weltkriegs arbeitete Grimmer als Konstruktionszeichner im Büro Thofern, der Berliner Geschäftsstelle eines kriegswichtigen Würzburger Unternehmens für Metallleichtbau, was ihm die Stellung als „unabkömmlich“ brachte.
In Schmiedeberg gehörte Grimmer zur antifaschistischen Widerstandsgruppe seines Bruders Rudolf Grimmer (1908–1974). In Berlin schloss er sich der Widerstandsgruppe um Wilhelm Moll (1900–1944) an. Er hatte in Berlin Verbindung zu weiteren Widerstandskämpfern aus dem Umfeld der Saefkow-Jacob-Bästlein-Gruppe, darunter Georg Dimentstein, Reinhold Hermann, Hugo Kapteina und Hans Lippmann (1907–1944). Von Willi Heinze erhielt er Flugschriften, die er verteilte. Auf seiner Arbeitsstelle ließ er Konstruktionspläne für die Messerschmidt AG verschwinden. 1944 beteiligte er sich an Besprechungen mit Anton Saefkow zur Organisation des Widerstands. Er hatte in der Gruppe den Decknamen Robert und war u. a. in die Planungen für eine Befreiung Ernst Thälmanns aus der Haftanstalt in Bautzen eingebunden.
Grimmer wurde am 10. August 1944 von der Gestapo in Schmiedeberg verhaftet. Er wurde in dem Verfahren gegen Kapteina angeklagt. Im Februar 1945 gelang es ihm, auf dem Transport aus der Untersuchungshaft In Berlin-Moabit ins Zuchthaus Bayreuth, zu fliehen. Er wurde nach sechs Tagen gefasst und kam in das Zuchthaus Zwickau. Nachdem er am 17. April 1945 von US-Truppen befreit wurde, lief er nach Schmiedeberg.
In der Sowjetischen Besatzungszone bzw. der DDR arbeitete Grimmer als Gebrauchsgrafiker. Er schuf u. a. politische Plakate und Karikaturen. Grimmer war Mitglied des Verbandes Bildender Künstler der DDR und gehörte dessen Zentraler Revisionskommission an. 1965 wurde er mit der Medaille für ausgezeichnete Leistungen geehrt.
Grimmer war ab 1930 mit der Jüdin Anneliese Zehden (1902–1986) und ab 1951 in zweiter Ehe mit Herta Margarete Kunisch (1917–1988) verheiratet und hatte ein Kind.

## Werke (Auswahl)
- Nachtasyl (Kohlezeichnung, vor 1946)[1]
- Natobasis (1977, Federzeichnung; auf der VIII. Kunstausstellung der DDR)[2]

## Ausstellungen (mutmaßlich unvollständig)
- 1946: Dippoldiswalde („Heimat + Arbeit“)
- 1960: Berlin, Bezirkskunstausstellung
- 1970: Berlin, Altes Museum („Im Geiste Lenins“)
- 1977/1978: Dresden, VIII. Kunstausstellung der DDR